# Дюмон, Андре Юбер

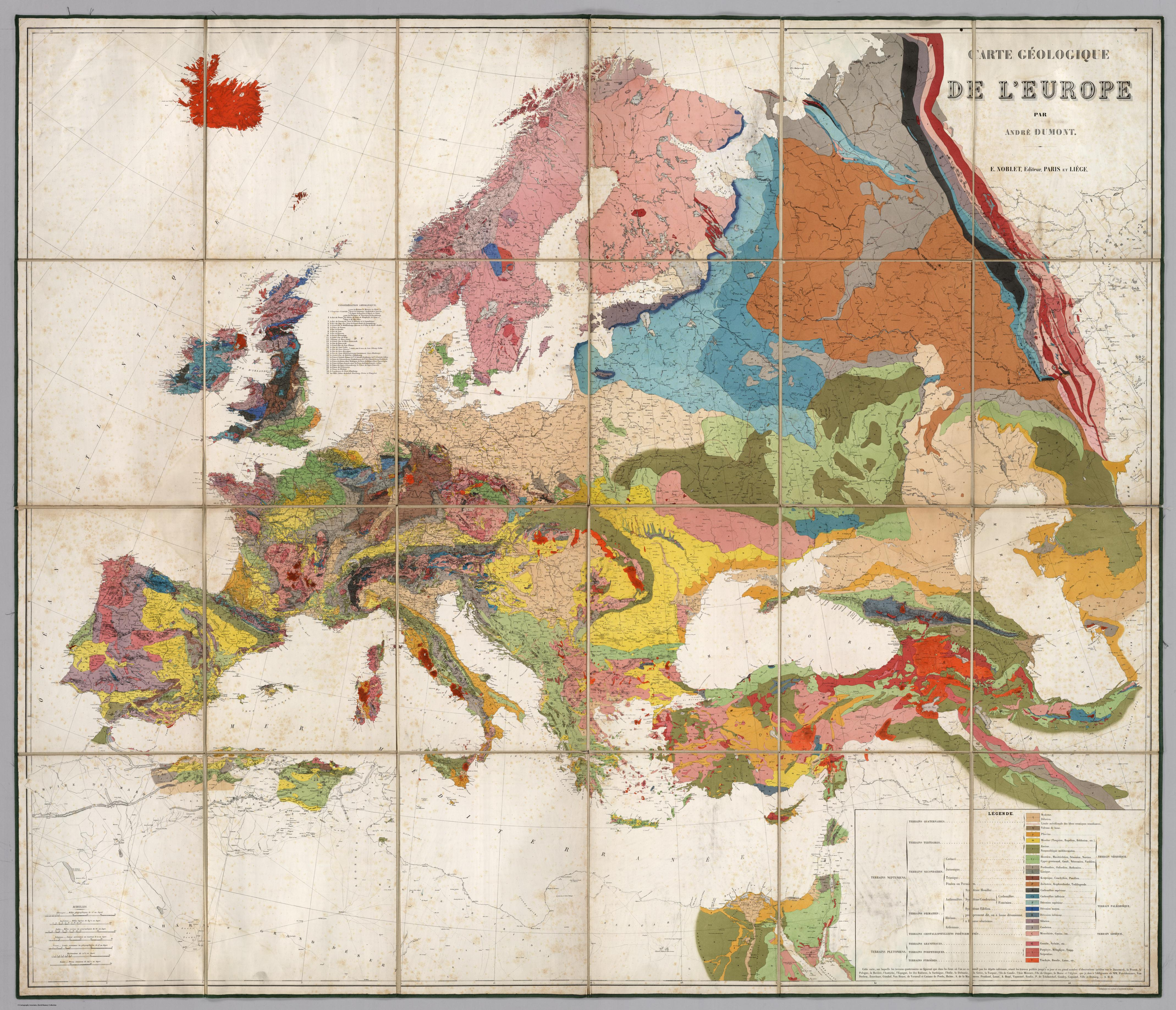
Геологическая карта Европы, составленная по описаниям Дюмона

Андре́ Юбе́р Дюмо́н (1809—1857) — бельгийский геолог. Впервые выделил Эйфельский ярус среднего девона,, турнейский и визейский ярусы нижнего карбона, ипрский ярус палеогена.

## Биография
Родился в Льеже. В 1832 году публикуется его первая работа была по геологии провинции Льеж. В работе приводятся описания опрокинутых складок.
Через несколько лет он стал профессором минералогии и геологии, а затем ректором Льежского университета. Далее занимался минералогическим и стратиграфическим описанием геологических формаций Бельгии. Составил геологические карты Бельгии и Европы.
В 1840 году Геологическое общество Лондона наградило его медалью Волластона.
Умер в Льеже.

## Память
Перед главным зданием Льежского университета установлен памятник Андре Дюмону. В честь Дюмона назван минерал дюмонтит.

## Семья
- Андре Дюмон (младший) — сын, геолог, горный инженер[9], первооткрыватель угольных месторождений.